# 克里斯·恩格勒
克里斯托弗·阿龙·恩格勒（英語：Christopher Aaron Engler，1959年3月1日—），美国NBA联盟前职业篮球运动员。他在1982年的NBA选秀中第3轮第14顺位被金州勇士选中。